# 清水美並
清水美並（日语：／ Shimizu Minami，1993年7月14日—），滋賀縣出生，日本女子曲棍球運動員，亦為日本國家女子曲棍球隊成員。畢業於東海学院大学。其後加入索尼公司，現為旗下HC BRAVIA Ladies曲棍球隊成員，隊員編號20號。

## 簡歷
2016年，清水美並代表日本出戰巴西里约热内卢舉行的奥林匹克运动会女子曲棍球比賽。日本隊最終排名小组第五位，無緣晉級。